# سیژن
سیژن (انگلیسی: Seagen) شرکت داروسازی آمریکایی است، که در سال ۱۹۹۷ تأسیس شد.